# غاليوم
الغاليوم  عنصرٌ كيميائي رمزه Ga وعدده الذرّي 31، وهو ينتمي إلى عناصر المستوى الفرعي d ويقع في المرتبة الثالثة ضمن عناصر المجموعة الثالثة عشرة في الجدول الدوري، والمعروفة باسم «مجموعة البورون». يصنّف الغاليوم كيميائياً ضمن عناصر الفلزّات بعد الانتقالية.
لا يوجد عنصر الغاليوم بشكله الحر في الطبيعة، ولكن يوجد بآثار نزرة على هيئة مركبات، وخاصة في حالة الأكسدة +3، في خامات الفلزات الأكثر انتشاراً، وذلك في السفاليريت (خام الزنك) ، أو البوكسيت (خام الألومنيوم). يوجد عنصر الغاليوم في الظروف القياسية من الضغط ودرجة الحرارة على هيئة فلز طري ذي لون فضي؛ أما في الحالة السائلة فيصبح ذي لون أبيض فضّي.
يتميز الغاليوم بانخفاض نقطة انصهاره، والتي تبلغ 29.8 °س؛ إذ تنصهر القطع الصغيرة منه في راحة اليد. تستخدم سبائك الغاليوم على هيئة بدائل صديقة للبيئة عن الزئبق في موازين الحرارة. اكتشف هذا العنصر لأول مرة سنة 1875، واستخدم منذ اكتشافه في صناعة السبائك منخفضة نقطة الانصهار، كما يستخدم بشكل واسع في صناعة أشباه الموصلات، وذلك على هيئة عامل إشابة؛ كما يستخدم في تحضير مركب زرنيخيد الغاليوم، المهم في هندسة الترددات الراديوية. من جهة أخرى، لا يوجد دور حيوي معروف للغاليوم بالنسبة للإنسان.

## التاريخ وأصل التسمية

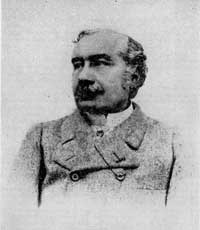
بول-إيميل ليكوك دو بوابدرون

كان هذا العنصر ضمن العناصر التي توقّعها ديميتري مندلييف  في سنة 1871، وأطلق حينها عليه التسمية المؤقّتة إيكا ألومنيوم  نظراً لموقعه في الجدول الدوري تحت عنصر الألومنيوم؛ كما استطاع استقراء العديد من الخواص الفيزيائية والكيميائية لهذا العنصر، مثل الكثافة ونقطة الانصهار وطبيعة أكسيده.
قدّم مندلييف مجموعةً أخرى من التوقّعات فيما يخصّ هذا العنصر، من ضمنها أنّه سيُكتَشف بوسائل مطيافية، وأنّ له خواصّ فلزّية، وسينحلّ ببطء في كلّ من الأحماض والقواعد، وأنّه لن يتفاعل مع الهواء. كما توقّع أيضاً أن يكون الأكسيد بحالة الأكسدة الثلاثية M2O3 منحلّاً في الأحماض ليعطي أملاح MX3، وأنها ستكون ذات طبيعة قاعدية؛ كما توقّع أن تكون أملاح كبريتات هذا الفلز قادرةً على أملاح الشبّ  المضاعفة؛ وكذلك بأن تكون تطايرية  ملح الكلوريد الثلاثي اللامائي  لهذا الفلزّ MCl3 أكثر من تطايرية كلوريد الزنك ZnCl2. وجد لاحقاً أنّ مندلييف كان محقّاً في جميع توقّعاته.
| الخاصة            | توقّع مندلييف | القيمة الفعلية |
| ----------------- | ------------ | -------------- |
| الوزن الذرّي       | ~68          | 69.723         |
| الكثافة           | 5.9 غ/سم3    | 5.904 غ/سم3    |
| نقطة الانصهار     | منخفضة       | 29.767 °س      |
| صيغة الأكسيد      | M2O3         | Ga2O3          |
| كثافة الأكسيد     | 5.5 غ/سم3    | 5.88 غ/سم3     |
| طبيعة الهيدروكسيد | مذبذب        | مذبذب          |
في سنة 1875 تمكّن الكيميائي بول-إيميل ليكوك دو بوابدرون  من اكتشاف عنصر جديد عبر وسائل مطيافية، وذلك من الخطوط الطيفية  المميّزة في عينة من السفاليريت؛ ثم تمكّن لاحقاً في ذات السنة من استحصال الشكل الحرّ لهذا العنصر عبر التحليل الكهربائي  لمركّب الهيدروكسيد لهذا العنصر في محلولٍ من هيدروكسيد البوتاسيوم. أطلق دو بوابدرون على العنصر الجديد المكتشف اسم «غاليا» ، وهي التسمية اللاتينية لبلاد الغال ، كنايةً عن موطنه الأمّ فرنسا.
ظهرت بعد ذلك شكوكٌ بأنّ التسمية المقترحة من بول-إيميل ليكوك دو بوابدرون كانت جناساً لغوياً، بالشكل الذي كان شائعاً عند العلماء في القرن التاسع عشر، بأن يكون قد أسمى العنصر على اسمه، إذ أنّ ليكوك  في اللغة الفرنسية تعني دجاج، والكلمة اللاتينية لها «غالوس» ؛ إلّا أنّ دو بوابدرون نفى ذلك الادعاء في مقالٍ نشره سنة 1877.
بلغت قيمة كثافة هذا العنصر التي حدّدها دو بوابدرون في البداية مقدار 4.7  غ/سم3؛ وهي الخاصّة الوحيدة التي لم تطابق توقّعات مندلييف؛ ممّا دفع بمندلييف أن يراسل دو بوابدرون مقترحاً عليه أن يعيد اختبار قياس الكثافة، وهو الأمر الذي فعله، وحصل من خلاله على القيمة الصحيحة (5.9 غ/سم3)، وهي ذاتها التي توقّعها مندلييف.
كان الاستخدام الرئيسي للغاليوم منذ اكتشافه سنة 1875 حتى أواسط القرن العشرين في صناعة موازين الحرارة العاملة في درجات مرتفعة، وكذلك في صناعة السبائك. أدّى اكتشاف الخواص الإلكترونية المميّزة لمركّب زرنيخيد الغاليوم في ستّينيّات القرن العشرين إلى انتشار استخدام الغاليوم في مجال صناعة أشباه الموصلات؛ ومنذ أواخر ستينات القرن العشرين دخل الغاليوم بشكل واسع في صناعة الإلكترونيات.

## الوفرة الطبيعية
لا يوجد الغاليوم في الطبيعة بشكله العنصري الحرّ؛ كما لا توجد له معادن واسعة الانتشار، فهو قليل الوفرة في الطبيعة؛ إذ تبلغ وفرته في القشرة الأرضية حوالي 16.9 جزء في المليون ؛ وتلك قيمة مقاربة لوفرة الرصاص والكوبالت والنيوبيوم في القشرة الأرضية؛ إلّا أنّه بخلاف تلك العناصر، فلا توجد خامات رسوبية  ذات محتوى من الغاليوم أكثر من 0.1% وزناً في الخامة؛ ولكن توجد آثار منه بتراكيز نزرة على هيئة مركّبات، وخاصّةً في حالة الأكسدة الثلاثية، في خامات الفلزّات الأكثر انتشاراً، وذلك في البوكسيت (خام الألومنيوم)، أو في السفاليريت (خام الزنك)، على سبيل المثال. من المحتمل أن يعود عدم وجود خامة رسوبية خاصة بالغاليوم إلى السلوك الجيوكيميائي لهذا العنصر، والذي قاد إلى عدم إثرائه خلال العمليّات الجيوكيميائية المتعلّقة بتشكّل الخامات الرسوبية.
وفق تقديرات هيئة المسح الجيولوجي الأمريكية  يوجد أكثر من مليون طنّ في الخامات المعروفة من السفاليريت والبوكسيت. توجد أيضاً بعض الآثار من الغاليوم في الرماد المستحصل من مداخن إنتاج الفحم؛ وذلك بتراكيز أقلّ من 1% وزناً.
 إنّ وجود بعض المعادن مرتفعة المحتوى من الغاليوم مثل الغاليت  (CuGaS2) نادرٌ بالشكل الذي لا يمكن الاعتماد عليه مصدراً لاستخراج هذا الفلز. وقد جرت محاولات سابقة لتعدين الغاليوم في منجم أبيكس  الواقع في ولاية يوتا الأمريكية، إلا أنها لم تكلّل بالنجاح لانخفاض العائد، ثم أغلق المشروع لعدم جدواه اقتصادياً.

## الاستخراج والإنتاج

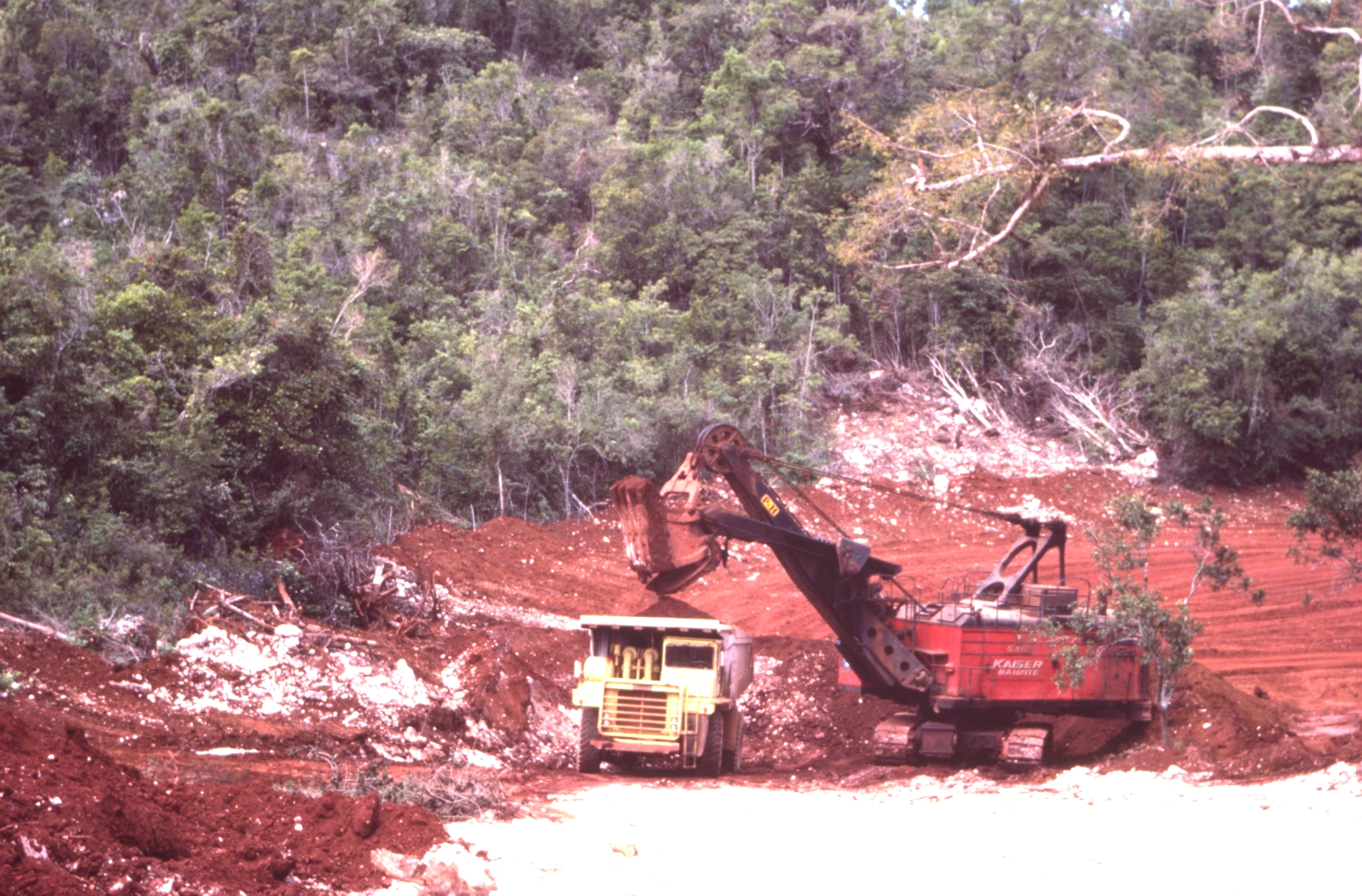
استخراج البوكسيت في جامايكا

يُستحصَل على الغاليوم منتجاً ثانوياً أثناء عمليّات استخراج خامات الفلزّات أخرى، وخاصّةً الألومنيوم والزنك، وذلك عند معالجة خامَتَي البوكسيت والسفاليريت، على الترتيب. فعند معالجة البوكسيت إلى ألومينا وفق عملية باير  على سبيل المثال، يتراكم الغاليوم في محلول هيدروكسيد الصوديوم، ليتشكّل مركّب غالات الصوديوم ، والذي يترسّب بعد عدّة خطوات في العملية على هيئة هيدروكسيد الغاليوم الثلاثي، مختلطاً مع هيدروكسيد الألومنيوم؛ والذي يستخلص منه لاحقاً بعدة طرائق؛ أكثرها انتشاراً حالياً باستخدام راتنجات التبادل الأيوني . من الطرائق التقليدية لفصل الغاليوم عن الألومنيوم استخدام مستحضر خاصّ من هيدروكسي كينولين  على هيئة معقد استخلابي ، وباستخدام وسط من الكيروسين يمكن استخلاص الغاليوم؛ وفي حال استخلاص فلزات أخرى يمكن فصلها باستخدام بالمعالجة مع الأحماض الممدّدة، وتبقى مركّبات الغاليوم منحلّةً، ثمّ تخضع إلى عملية تحليل كهربائي من أجل الحصول على الفلزّ. تعتمد كفاءة الاستخلاص بشكل حرجٍ على التركيز الأوّلي للغاليوم في خامة البوكسيت، إذ أنه عند وجود تركيز أوّلي نمطي من الغاليوم بمقدار 50 جزء في المليون في الخامة، فإنه سيمكن استخلاص مجرد 15% من هذا الفلز؛ أمّا المتبقّي فسيعبر إلى طور هيدروكسيد الألومنيوم ومخلفات خام البوكسيت، المعروفة باسم الطين الأحمر . يزال الغاليوم من راتنجات التبادل الأيوني في المحلول، ثمّ يخضع إلى عمليّات تحليل كهربائي  للحصول على الشكل الفلزّي؛ وهي عمليات تستهلك كمّيّات كبيرة من الطاقة. من أجل التطبيقات في مجال صناعة أشباه الموصلات يتطلّب أن يكون فلزّ الغاليوم مرتفع النقاوة، لذلك يخضع الغاليوم إلى عمليات تنقية لاحقة باستخدام تقنيات الصهر النطاقي  أو وفق عملية تشوخرالسكي  التي تمكّن من الاستخلاص النقيّ على هيئة بلّورة مفرَدَة  من المصهور. تؤدّي وسائل التنقية المذكورة إلى الحصول على نقاوة مرتفعة جدّاً من الغاليوم تصل إلى 99.9999%.
| البلد          | 2019                            | 2020 |
| -------------- | ------------------------------- | ---- |
|                | (الإنتاج الأولي مقدراً بالأطنان) |      |
| الصين          | 338                             | 317  |
| اليابان        | 3                               | 3    |
| روسيا          | 8                               | 5    |
| كوريا الجنوبية | 2                               | 2    |
| الإجمالي       | 351                             | 327  |

## النظائر
هناك 31 نظيراً معروفاً للغاليوم، تتراوح أعدادها الكتليّة بين 56 إلى 86؛ ويوجد منها نظيران مستقرّان فقط: غاليوم-69 69Ga وغاليوم-71 71Ga؛ وهما متوفّران في الطبيعة، ويشكّل غاليوم-69 69Ga النسبة الأكبر بمقدار 60.1% من حيث الوفرة، في حين أنّ النسبة المتبقّيّة هي للغاليوم-71 71Ga بوفرة طبيعية مقدارها 39.9%. أمّا النظائر المتبقّيّة فهي جميعها نظائر مشعّة، أطولها عمراً النظير غاليوم-67 67Ga بمعمر نصف مقداره 3.26 يوم. تضمحلّ النظائر الأخفّ من غاليوم-69 69Ga وفق انبعاث البوزيترون  أو التقاط إلكترون  إلى نظائر الزنك؛ على الرغم من أنّ النظائر الخفيفة ذات الأعداد الكتليّة القليلة من الغاليوم (عدد كتلي بين 56-59) تضمحلّ وفق انبعاث البروتون . بالمقابل، تضمحلّ النظائر الأثقل من غاليوم-71 71Ga وفق اضمحلال بيتا  (انبعاث الإلكترون)، وغالباً مع حدوث انبعاث النيوترون  إلى الجرمانيوم؛ أمّا النظير غاليوم-70 فيمكنه الاضمحلال وفق الأسلوبين. يتميّز النظير غاليوم-67 67Ga من بين النظائر الخفيفة بمقدرته على اتخاذ أسلوب اضمحلال على هيئة التقاط إلكترون فقط، إذ أنّ طاقة اضمحلاله غير كافية للسماح بحدوث انبعاث البوزيترون.
يستخدم النظيران غاليوم-67 67Ga (عمر النصف 3.26 يوم) والنظير غاليوم-68 68Ga (عمر النصف 67.71 دقيقة) في الطبّ النووي على هيئة قائفة مشعّة  في التصوير المقطعي بالإصدار البوزيتروني . إذ ينتَج الغاليوم-67 67Ga في مسرّع دوراني ؛ في حين أنّ الغاليوم-68 لا يحتاج إلى ذلك الجهاز، وبدلاً من ذلك يستحصَل عليه من الجرمانيوم-69، والذي يتحوّل إلى جرمانيوم-68، ومنه إلى غاليوم-68 في مولّد الغاليوم-68 . من أجل الفحص يعطى الغاليوم عادةً على شكل معقّد استخلابي مع ربيطة  من تتراكسيتان  (المعروف أيضاً بالاختصار DOTA).

## الخواص الفيزيائية

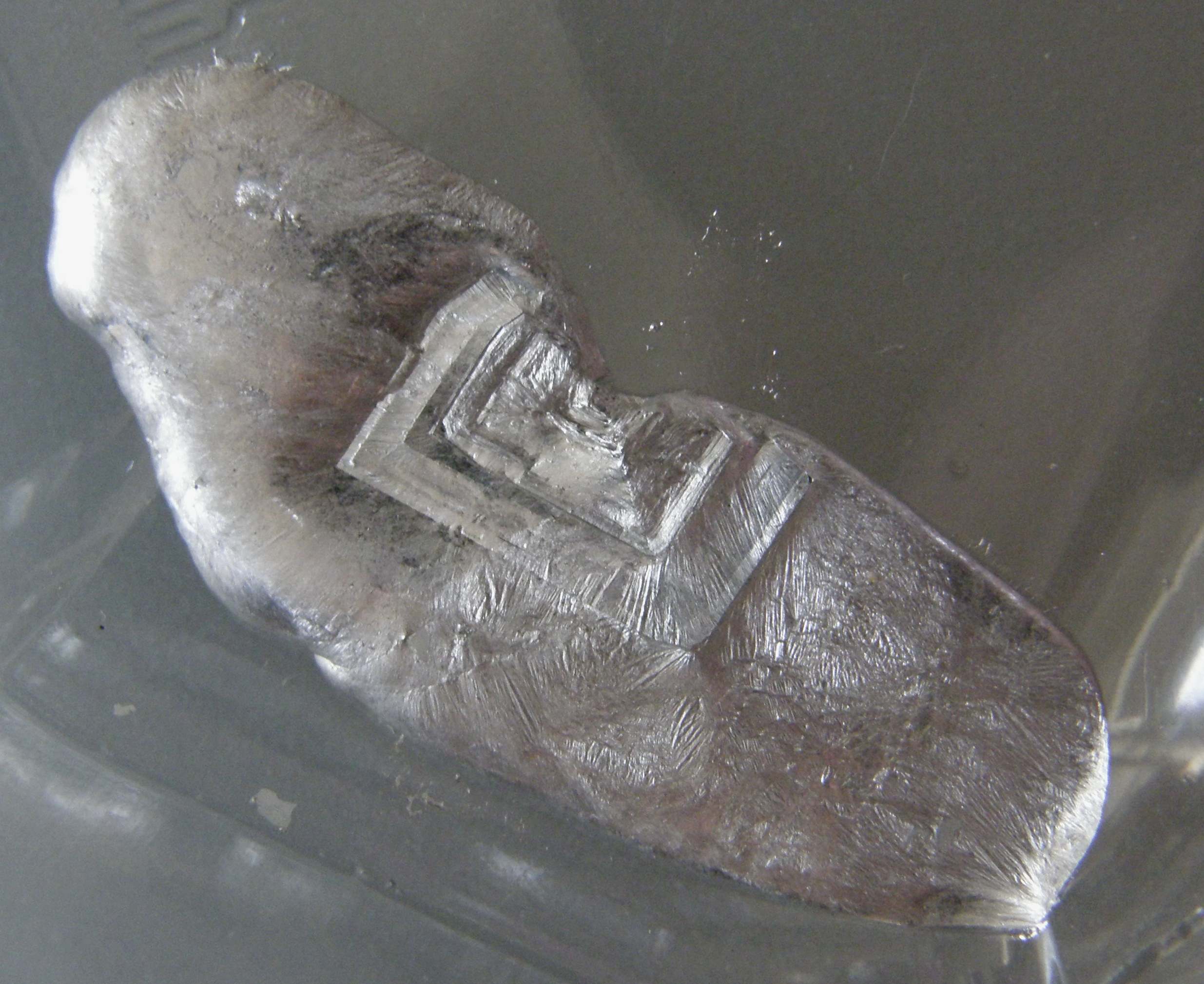
صورة مقرّبة لتبلور الغاليوم من مصهوره

يوجد الغاليوم النقي في الشروط القياسية من الضغط ودرجة الحرارة على هيئة فلزّ صلبٍ ذي لون فضّي مزرقّ، وهو هشّ سهل الانكسار، إذ تبلغ الصلادة وفق مقياس موس  مقدار 1.5؛ كما أنّه قابل للتصدّع بشكلٍ مشابهٍ للزجاج. يشكّل الغاليوم سبائك مع عددٍ من الفلزّات الأخرى؛ ولديه القدرة على الانتشار  إلى الشقوق والتصدّعات في الحدود الحُبَيبيّة  لبعض الفلزّات مثل الألومنيوم والزنك، وينطبق الأمر كذلك على بعض السبائك مثل الفولاذ.
تبلغ نقطة انصهار الغاليوم مقدار 29.7646 °س (ما يعادل 302.9146 كلفن أو 85.5763 فهرنهايت)، وتلك قيمة أعلى بقليل من درجة حرارة الغرفة القياسية (25 °س)، وهي تعادل تقريباً درجة حرارة يوم صائف في عددٍ من المناطق في الكرة الأرضية مثل العروض الوسطى . تعد نقطة انصهار الغاليوم واحدة من درجات الحرارة المعيارية في مقياس درجة الحرارة العالمي  المعتمد من المكتب الدولي للأوزان والمقاييس . يمكن للغاليوم إذاً أن ينصهر في راحة اليد، وعند إزالته منها ووضعه في مكان بارد فإنّه يتصلّب مجدّداً. بذلك، ينتمي الغاليوم إلى مجموعة من أربعة عناصر كيميائية غير مشعة ومعروفةإلى جانب السيزيوم والروبيديوم والزئبق، والتي تكون بالحالة السائلة عند درجات حرارة مقاربة لدرجة حرارة الغرفة. يتميّز الغاليوم عن تلك العناصر بأنّه الأقلّ من ناحية النشاط الكيميائي (بعكس السيزيوم والروبيديوم)، كما أنّه ليس سامّاً على العكس من الزئبق، ولديه ضغط بخار منخفضٌ عند درجات الحرارة المرتفعة. تبلغ نقطة غليان الغاليوم مقدار 2673 كلفن، وهي تقريباً أعلى بتسع مرّات من قيمة نقطة الانصهار على مقياس كلفن؛ وتلك أعلى نسبة بين نقطة الغليان إلى نقطة الانصهار لأيّ عنصر كيميائي. وبذلك الأمر يغطّي الغاليوم السائل مجالاً كبيراً جدّاً من درجات الحرارة وهو في الحالة السائلة، وتستغلّ الخاصّة تلك في تطبيقات مناسبة، مثل دخوله في تركيب مقاييس درجة الحرارة العاملة في درجات حرارة مرتفعة. من جهةٍ أخرى، يقوم الغاليوم على العكس من الزئبق بترطيب  الزجاج، وأغلب المواد باستثناء الكوارتز والغرافيت وأكسيد الغاليوم الثلاثي، وبولي رباعي فلورو الإيثيلين . تؤدّي إضافة نواة تبلور  إلى تحفيز التجمّد. بالمقابل، فإنّ للغاليوم السائل ميلٌ كبيرٌ لأن يحصل له فرط بالتبريد  دون نقطة انصهاره/نقطة تجمده؛ وتقع القيم النمطية لدرجات حرارة فرط التبريد في مجال بين 40-70 °س. من جهة أخرى، يمكن تخفيض نقطة الانصهار/نقطة التجمد للغاليوم بتصغير أبعاد الجسيمات؛ ويتحقق فرط التبريد بشكل واضح في الجسيمات النانوية  للغاليوم، والتي يمكن أن تحفظ في الحالة السائلة لدرجات حرارة دون 90 كلفن.
تتغيّر خواص الغاليوم عند الانتقال من الطور الصلب إلى السائل، فعلى سبيل المثال يتمدّد الغاليوم السائل بمقدار 3.2% عند حدوث تحوّل طوري ؛ كما تنخفض قيمة الموصلية الكهربائية  من 0.71 * 105 سيمنز/سم (صلب) إلى 0.38 * 105 سيمنز/سم (سائل). في الحالة الصلبة يكون الغاليوم ذا مغناطيسية معاكسة ؛ ولكنها تتغيّر مع التحوّل الطوري إلى الحالة السائلة لتصبح مغناطيسية مسايرة . تبلغ لزوجة الغاليوم السائل حوالي 2 ميلي باسكال.ثانية؛ ويتميّز الطور السائل للغاليوم بارتفاع كثافته نسبياً؛ والتي تبلغ مقدار 6.09 غ/سم3، وهي قيمة نمطيّة للمواد التي يوجد في بنيتها الصلبة نوع من الارتباط الجزيئي. يعدّ التوتّر السطحي  من الخواصّ الفيزيائية المهمّة للأطوار السائلة، وتبلغ قيمته المقيسة في الغاليوم السائل مقدار 711 ميلي نيوتن/متر، وهي قيمة أكبر بحوالي عشر مرات من قيمتها للماء. تنخفض قيمة التوتر السطحي للغاليوم السائل بأثر الأكسدة إلى حوالي النصف (قرابة 360 ميلي نيوتن/متر).
لا يتبلور الغاليوم في أي بنية بلّورية  بسيطة، وعلى العكس من أغلب الفلزّات يغيب التناظر  عن بنيته؛ ولذلك فإنّها غير مرتفعة الاستقرار. بالمقابل، يوجد هناك العديد من الأطوار المستقرّة وشبه المستقرّة ، والمتعلّق استقرارها بدرجة الحرارة والضغط. عموماً توجد هناك أشكال متعدّدة للغاليوم، ويمكن تقسيمها إلى أربعة أنماط رئيسية (Ga-I و Ga-II و Ga-III و Ga-IV)، وفي النمط الأوّل منها عند الضغط النظامي يوجد هناك أيضاً أربعة أنماط فرعية (ألفا α-Ga، وبيتّا β-Ga، وغامّا γ-Ga، ودلتا δ-Ga). يعدّ الشكل ألفا α-Ga أكثر الأطوار استقراراً في الظروف القياسية من الضغط ودرجة الحرارة، وتتبع بنيته نظاماً شبيهاً بنظام بلّوري معيني قائم  بوجود ثمان ذرّات في وحدة الخلية  التقليدية، بحيث تكون أقرب ذرة مجاورة على بعد 244 بيكومتر (pm). أمّا الذرّات الستّ المتبقّية، فتكون مجمّعةً في أزواج وعلى مسافات أبعد بزيادة مقدارها 27 و30 و39 بيكومتر عن الذرّة الأقرب. مع ارتفاع قيمة الضغط المطبّق (انطلاقاً من 30 كيلو بار) تنتظم الذرّات في بنية أقرب إلى بلّوري معيني مكعّب ، وذلك بالنسبة للنمطين Ga-II و Ga-IV؛ في حين أنّ النمط Ga-III يتبع نظاماً بلّورياً رباعياً .
إنّ الترابط الكيميائي بين ذرّات الغاليوم في ثنائي الوحدات في الغاليوم هو من النمط التساهمي ؛ لذلك يُنظَر إلى ثنائي الوحدات  Ga2 على أنّه وحدة بناءٍ أساسيّة في بنية البلّورات. من جهةٍ أخرى، ترتبط ثنائيات الوحدات فيما بينها برابطة فلزّية . إنّ هذه البنية البلّورية المميّزة للغاليوم تفسّر انخفاض نقطة انصهاره بالمقارنة مع العناصر المجاورة الألومنيوم والإنديوم في ذات المجموعة (مجموعة البورون)؛ وبالمقابل هناك تشابهاً كبيراً مع بنية اليود والزئبق. لا تقوم الإلكترونات في المدار 3d10 في الغاليوم بحجب إلكترون التكافؤ الخارجية بشكلٍ جيّد عن النواة، ولذلك فإنّ طاقة التأيّن  الأولى أكبر من الألومنيوم. لا توجد ثنائيات الوحدات Ga2 في الحالة السائلة، ولكن يكون للغاليوم السائل بنية معقّدة ضعيفة التناسق تحاط فيها كل ذرّة غاليوم بعشر ذرّات أخرى، بخلاف أغلب الفلزّات السائلة التي يكون العدد النمطي للذرّات المحيطة فيها بين 11-12 ذرة. إنّ الخواص الفيزيائية للغاليوم متباينة الخواص  بشكلٍ كبير، أي أنّ هناك قيم مختلفة على طول المحاور البلّورية الثلاث الرئيسية a و b و c، ممّا يؤدّي إلى وجود اختلافات كبيرة بين معامل التمدّد الحراري  الخطّي والحجمي. كما تعتمد خواص الغاليوم بشكلٍ كبير على درجة الحرارة، وخاصّةً بالقرب من نقطة الغليان. فعلى سبيل المثال، يزداد معامل التمدّد الحراري بمقدار زيادة يبلغ عدّة نسب مئوية عند الانصهار.
| النمط                    | α-Ga                                   | β-Ga                                           | γ-Ga                               | δ-Ga                      | Ga-II                     | Ga-III                     | Ga-IV                           |
| ------------------------ | -------------------------------------- | ---------------------------------------------- | ---------------------------------- | ------------------------- | ------------------------- | -------------------------- | ------------------------------- |
| البنية                   | Kristallstruktur von α-Ga              | Kristallstruktur von α-Ga                      | Kristallstruktur von α-Ga          | Kristallstruktur von α-Ga | Kristallstruktur von α-Ga | Kristallstruktur von α-Ga  | Kristallstruktur von Gallium-IV |
| النظام البلّوري           | معيني قائم                             | أحادي الميل                                    | معيني قائم                         | ثلاثي الميل               | مكعّب                      | رباعي                      | مكعّب                            |
| عدد تناسقي               | 1+6                                    | 8 (2+2+2+2)                                    | 3, 6–9                             | 6–10                      | 8                         | 4+8                        | 12                              |
| الأبعاد البلّورية         | a = 452.0 pm b = 766.3 pm c = 452.6 pm | a = 276.6 pm b = 805.3 pm c = 333.2 pm β = 92° | a = 1060 pm b = 1356 pm c = 519 pm | a = 907.8 pm c = 1702 pm  | a = 459.51 pm             | a = 280.13 pm c = 445.2 pm | a = 408 pm                      |
| عدد الذرّات لكل وحدة خليّة | 8                                      | 8                                              | 40                                 | 66                        | 12                        | 2                          | 4                               |

## الخواص الكيميائية
ينحلّ الغاليوم في الأحماض القوية مشكّلاً أملاح الغاليوم الثلاثية، فعندما ينحلّ في حمض النتريك مثلاً ينتج مركّب نترات الغاليوم Ga(NO3)3. تحوي محاليل الغاليوم الثلاثي على الأيون المُمَيّه  +3[Ga(H2O)6]. أمّا في الأوساط القاعدية، كما هو الحال عند إضافة الأمونيا، فإنّه من الممكن أن يترسّب مركّب هيدروكسيد الغاليوم الثلاثي Ga(OH)3 من محاليل الغاليوم الثلاثي. يؤدّي تسخين هيدروكسيد الغاليوم إلى حوالي 100 °س إلى حدوث تفاعل نزع لجزيئات الماء من المركّب (بلمهة ) وينتج مركّب أكسيد هيدروكسيد الغاليوم GaO(OH). تستطيع المحاليل القلوية المركزة أن تذيب الغاليوم، وتتشكل عندها أيونات الغالات  -Ga(OH)4. ينحلّ هيدروكسيد الغاليوم أيضاً في المحاليل القلويّة، مظهراً خواصّه المذبذبة ، ومنتجاً أملاح الغالات.

### المركبات الكيميائية
يوجد الغاليوم بشكلٍ سائدٍ في حالة الأكسدة +3؛ ولكن توجد له أيضاً بعض المركّبات الكيميائية في حالة الأكسدة +1؛ ولكنّها أقلّ شيوعاً بالمقارنة مع مجانساتها الأثقل في المجموعة من الإنديوم والثاليوم. فعلى سبيل المثال، يحوي المركّب المستقرّ GaCl2 على الغاليوم في حالتي الأكسدة +1 و+3، والذي يمكن كتابته على الشكل GaIGaIIICl4؛ ولكن بالمقابل فإنّ أحادي كلوريد الغاليوم غير مستقرّ فوق الدرجة 0 °س، والذي يخضع إلى تفاعل عدم تناسب منتجاً عنصر الغاليوم وكلوريد الغاليوم الثلاثي. توجد بعض المركّبات في حالة الأكسدة النادرة +2، مثل مركّب كبريتيد الغاليوم الثنائي GaS أو المعقّد مع 4،1-ديوكسان Ga2Cl4(C4H8O2)2.

#### اللاعضوية
الأكاسيد والكالكوجينات
يتفاعل الغاليوم مع الكالكوجينات (عناصر مجموعة الأكسجين) عند درجات حرارة مرتفعة فقط؛ فعلى سبيل المثال لا يتفاعل الغاليوم مع أكسجين الهواء عند درجة حرارة الغرفة؛ ولكنّه يتفاعل معه فقط عند درحات حرارة مرتفعة مشكّلاً أكسيد الغاليوم الثلاثي Ga2O3.
يؤدّي اختزال أكسيد الغاليوم الثلاثي بعنصر الغاليوم تحت الفراغ عند درجات حرارة تتراوح بين 500 °C إلى 700 °س إلى الحصول على ناتج بنّي غامق من أكسيد الغاليوم الأحادي Ga2O؛ وهو مختزل قوي جدّاً وقادر على اختزال حمض الكبريتيك H2SO4 إلى كبريتيد الهيدروجين H2S. عند درجات حرارة تتجاوز 800 °س يحصل تفاعل عدم تناسب، والذي ينتج عنصر الغاليوم بالإضافة إلى Ga2O3.
لمركّب كبريتيد الغاليوم الثلاثي Ga2S3 ثلاثة أشكال بلّورية محتملة، ويمكن تحضيره مخبرياً من تفاعل الغاليوم مع كبريتيد الهيدروجين عند درجات حرارة تراوح 950 °س؛ أو يمكن استخدام هيدروكسيد الغاليوم بديلاً عن الغاليوم عند درجة الحرارة 747 °س:
{\displaystyle {\ce {2 Ga(OH)3 + 3 H2S -> Ga2S3 + 6 H2O}}}
تؤدّي مفاعلة مزيج من كربونات فلز قلوي مع أكسيد الغاليوم الثلاثي وكبريتيد الهيدروجين إلى الحصول على أملاح ثيوغالات ، الحاوية على أنيون 2−[Ga2S4] في تركيبها. تستطيع الأحماض القوية أن تفكّك هذه الأملاح، محرّرةً بذلك كبريتيد الهيدروجين. وجد أن لملح ثيوغالات الزئبق HgGa2S4 خواص فلورية.
يستطيع الغاليوم أن يشكّل كبريتيدات في حالات الأكسدة الدنيا، مثل كبريتيد الغاليوم الثنائي GaS، وكبريتيد الغاليوم الأحادي Ga2S؛ ويستحصل على الكبريتيد الأحادي من تسخين الكبريتيد الثنائي عند درجة حرارة مقدارها 1000 °س، تحت تيار من غاز النتروجين. من جهةٍ أخرى، فإن للكالكوجينات الثنائية للغاليوم، مثل السيلينيد Ga2Se3 والتيلوريد Ga2Te3، بنية سفاليريت  (أو بنية زنكبلند ) المكعّبة؛ وتلك المركّبات ذات خواص شبه موصلة، ولكنها تتحلمه بسهولة، لذلك فإنّ تطبيقاتها محدودة.
النتريدات والنكتيدات
يتفاعل الغاليوم مع الأمونيا عند درجة حرارة 1050 °س ليشكل نتريد الغاليوم GaN. كما يشكّل الغاليوم مع عناصر مجموعة النتروجين (النكتوجين ) عدداً من المركّبات الثنائية (نكتيدات )، مثل فوسفيد الغاليوم GaP، وزرنيخيد الغاليوم GaAs، وإثميد الغاليوم GaSb. لهذه المركّبات البنية البلّورية ذاتها، وهي بنية السفاليريت (كبريتيد الزنك ZnS) المكعبة؛ وتتميّز بخواصّها شبه الموصلة، ويمكن تحضيرها من التفاعل المباشر بين الغاليوم والعنصر الموافق.
من الممكن أيضاً تحضير مركّبات ثلاثية لهذه الفئة من المركّبات اللاعضوية للغاليوم مع الليثيوم، مثل النتريد Li3GaN2 والفوسفيد Li3GaP2 والزرنيخيد Li3GaAs2؛ وتتحلمه هذه المركّبات بسهولة بالماء أو عند إضافة حمض ممدّد.

الهاليدات
يتفاعل أكسيد الغاليوم الثلاثي مع العوامل المفلورة  مثل عنصر الفلور أو فلوريد الهيدروجين ليتشكّل فلوريد الغاليوم الثلاثي GaF3، وهو مركّب أيوني، ولكنّه لا ينحلّ في الماء، ولكنّه ينحلّ في حمض الهيدروفلوريك، إذ يستطيع أن يشكّل فيه ناتج إضافة  GaF3·3H2O. تؤدّي محاولات نزع الماء منه (بلمهة) إلى تشكيل معقّد من GaF2OH·nH2O؛ أمّا مفاعلته مع الأمونيا فتعطي ناتج الإضافة GaF3·3NH3، والذي يؤدّي تسخينه إلى الحصول الشكل اللامائي  من GaF3.
يتشكّل كلوريد الغاليوم الثلاثي GaCl3 من تفاعل عنصر الغاليوم مع غاز الكلور؛ وعلى العكس من نظيره الفلوريدي، فإنّ هذا الكلوريد يمكن أن يوجد على هيئة ثنائي وحدات (ديمر ) Ga2Cl6، وتبلغ نقطه انصهاره مقدار 78 °س. من هاليدات الغاليوم أيضاً كلّ من بروميد الغاليوم الثلاثي GaBr3 ويوديد الغاليوم الثلاثي GaI3؛ واللذان يوجدان، كما هو الحال مع المكافئ الكلوري، على هيئة ثنائي وحدات أيضاً.
تعدّ هاليدات الغاليوم الثلاثي من أحماض لويس؛ ويؤدّي تسخينها مع عنصر الغاليوم إلى الحصول على هاليدات الغاليوم الأحادي الموافقة، وهي غير مستقرّة بشكل كبير، ولكن يمكن تثبيتها عن طريق تشكيل نواتج إضافة مع أحماض لويس. أمّا هاليدات الغاليوم الثنائي فهي بالحقيقة نواتج إضافة هاليدات الغاليوم الأحادي مع هاليدات الغاليوم الثلاثي الموافقة، وتكون لها الصيغة العامة −Ga+[GaX4].
الهيدريدات
كما هو الحال مع عنصر الألومنيوم، فإن الغاليوم قادر أيضاً على تشكيل مركب الهيدريد GaH3، والذي يعرف باسم غالان ، ويمكن تحضيره من تفاعل غالانات الليثيوم LiGaH4 مع كلوريد الغاليوم الثلاثي عند درجات حرترة منخفضة عند −30 °س. بوجود ثنائي ميثيل الإيثر فإنّ الغالان يتبلمر إلى متعدّدات الغالان، وأبسطها ثنائي الغالان Ga2H6، وهو غاز له بنية مشابهة لبنية ثنائي البوران بوجود ربيطتين جسريتين من ذرّتي هيدروجين متّصِلَتين إلى ذرّتي الغاليوم المركزيّتَين. بذلك تختلف بنية هيدريد الغاليوم عن بنية هيدريد الألومنيوم AlH3 بشكلٍ واضح. لا يمكن الحصول على الغالان بشكلٍ مستقرٍّ عند درجات حرارة تتجاوز −10 °س، إذ سرعان ما يتفكّك حينها إلى العناصر المكوّنة من الغاليوم والهيدروجين.

#### العضوية
بمقارنة النشاط الكيميائي والتفاعلية مع المركّبات العضوية الفلزية لمجموعته من الألومنيوم والإنديوم والثاليوم، فإنّ لمركّبات الغاليوم العضوية نشاطٌ كيميائيّ مقاربٌ لمركّبات الإنديوم العضوية، لكنّها أقلّ نشاطاً من مركّبات الألومنيوم العضوية، ولكنّها أكثر نشاطاً من مركّبات الثاليوم العضوية. لا تشكّل ألكيلات الغاليوم ثنائيات وحدات مثل ألكيلات الألومنيوم، وهي مركّبات سائلة في الشروط القياسية، وذات نقطة انصهار منخفضة، وهي قابلة للاشتعال؛ كما تستطيع تشكيل بيروكسيدات مستقرّة. يبقى ثلاثي فينيل الغاليوم  على هيئة مونومر (أحادي وحدات) في المحلول، ولكنّه يتبلور على هيئة بنية متسلسلة، نظراً إلى تآثرات Ga···C بين الجزيئية الضعيفة.
يعدّ مركّب كلوريد الغاليوم الثلاثي مادّةً أوّليّة نمطيّة من أجل تحضير مركّبات الغاليوم العضوية، وذلك وفق إضافة كربون فلزية . يتفاعل كلوريد الغاليوم الثلاثي حلقي بنتاديينيل الليثيوم في وسط من ثنائي إيثيل الإيثر ليتشكّل المعقّد حلقي بنتاديينيل الغاليوم ، والذي يرمز له اختصاراً GaCp3. من جهةٍ أخرى، يستطيع الغاليوم الأحادي أن يشكّل معقّدات تناسقية مع ربيطات من الهيدروكربونات العطرية (الأرينات ) مثل سداسي ميثيل البنزين ، وللمعقّد الأخير بنية مركب نصف شطيري .

### التحليل الكيميائي
يمكن إجراء تحليل نوعي للغاليوم باستخدام عدّة أنماط من تفاعلات الكشف اللونية، مثل التفاعل مع الرودامين B  في وسط من البنزين، والذي يبدي بوجود الغاليوم خواص فلورية ذات لون أصفر برتقالي إلى أحمر بنفسجي. أمّا مع المورين  فيعطي الغاليوم لوناً فلورياً مخضرّ مثله مثل الألومنيوم. تؤدّي إضافة ملح فرّيسيانيد البوتاسيوم إلى أيونات الغاليوم إلى تشكّل راسب أبيض من سداسي فريسيانيد الغاليوم. بالمقابل، يمكن الكشف عن الغاليوم بأساليب مطيافية، وذلك عبر الخطّين الطيفيّين عند 417.1 و 403.1 نانومتر. أمّا التحليل الكمّي للغاليوم فيمكن إجراؤه عبر معايرة تشكّل المعقّدات  باستخدام ثنائي أمين الإيثيلين رباعي حمض الأسيتيك (EDTA)  أو باستخدام تقنيات المطيافية الذرّية .

## الأثر البيئي
مكّنت التقنيّات المتطوّرة في تحليل العناصر النزرة  العلماءَ من اكتشاف آثار ضئيلة من الغاليوم في المحيطَين الأطلسي والهادي. كما عُثِرَ في السنوات الأخيرة على تراكيز ضئيلة أيضاً من الغاليوم المنحلّ في بحر بوفورت . تبلغ تراكيز الغاليوم المنحلّ في المحيط الهادي ما بين 4–6 بيكومول لكل كيلوغرام في أعماق أقلّ من 150 متر؛ وللمقارنة، فإنّ مياه المحيط الأطلسي تحوي على تراكيز نمطية من الغاليوم المنحلّ ما بين 25–28 بيكومول لكل كيلوغرام في أعماق أقلّ من 350 متر.
من المحتمل دخول الغاليوم إلى مياه المحيطات عبر عمليات التخوية (أثر الرياح )؛ ولكن يمكن الاستفادة من هذه الظاهرة في دراسة توزّع عنصر الألومنيوم في المحيطات، وذلك بسبب التشابه الجيوكيميائي بين هذَين العنصرَين، بالتالي يمكن استخدام الغاليوم في تقفّي أثر الألومنيوم في المحيطات. كما يمكن استخدام الغاليوم أيضاً في تقفّي مدخول الحديد في المحيطات من أثر الرياح. لوجود الغاليوم في مياه المحيطات دورٌ أيضاً في ظهور مناطق غنية بالمغذيات فقيرة بالكلوروفيل .

## الأهمية الاقتصادية
إنّ إنتاج الغاليوم وتوفّره في السوق مرتبطٌ بشكلٍ وثيقٍ بأسلوب استخراجه على شكل منتجٍ ثانويٍّ من خامات الألومنيوم والزنك، إذ أنّ توفّره مرتبطٌ بكمّيّة الإنتاج السنوي من تلك الخامات، لذلك فهو يصنّف أحياناً ضمن الفلزّات الحرجة بالنسبة للتقانة . إنّ التزوّد المحتمل  للمنتج الثانوي هو الكمّيّة التي يمكن استخراجها بشكلٍ اقتصاديٍّ من المادّة الخامّ سنويّاً تحت ظروف السوق الحالية فيما يتعلّق بالوسائل التقنية المستخدمة وبالسعر. وبذلك تكون الاحتياطات والموارد غير متعلّقةٍ بشكلٍ مباشر بالمنتجات الثانوية، إذ لا يمكن استخراجها بشكلٍ مستقلٍّ من الناتج الرئيسي. وتنطبق هذه الحالة على الغاليوم؛ إذ تشير التقديرات بأنّ التزوّد المحتمل من هذا الفلز تبلغ حدّاً أدنى من 2100 طن في السنة من البوكسيت، و85 طن في السنة من السفاليريت وخامات الزنك الكبريتيدية الأخرى، وبحوالي 590 طن في السنة من مناجم الفحم. تجدر الإشارة إلى أنّ تلك التخمينات أكبر بكثير من أرقام الإنتاج الحالي من الغاليوم (375 طن في سنة 2016). بلغ متوسّط سعر الغاليوم منخفض النقاوة 120 دولار أمريكي لكل كيلوغرام في سنة 2016، وما بين 135–140 دولار/الكيلوغرام في سنة 2017. بلغ الإنتاج العالمي من الغاليوم منخفض النقاوة سنة 2017 حوالي 315 طن، وبزيادة مقدارها 15% عن السنة السابقة. وتعدّ الصين واليابان وكوريا الجنوبية وروسيا من الدول الرائدة في إنتاج الغاليوم. في حين سيطرت الصين على الحصة العالمية من السوق منذ أواخر العقد الثاني للقرن الحادي والعشرين.

## الاستخدامات
تهيمن صناعة أشباه الموصلات على تطبيقات عنصر الغاليوم التجارية، بما يمثّل أكثر من 98% من استخدامات الغاليوم في الحياة اليوميّة؛ يلي ذلك دخوله في صناعة بلّورات مجموعة الغارنيت  الاصطناعية، مثل غارنيت الغاليوم والغادولينيوم .

### أشباه الموصلات

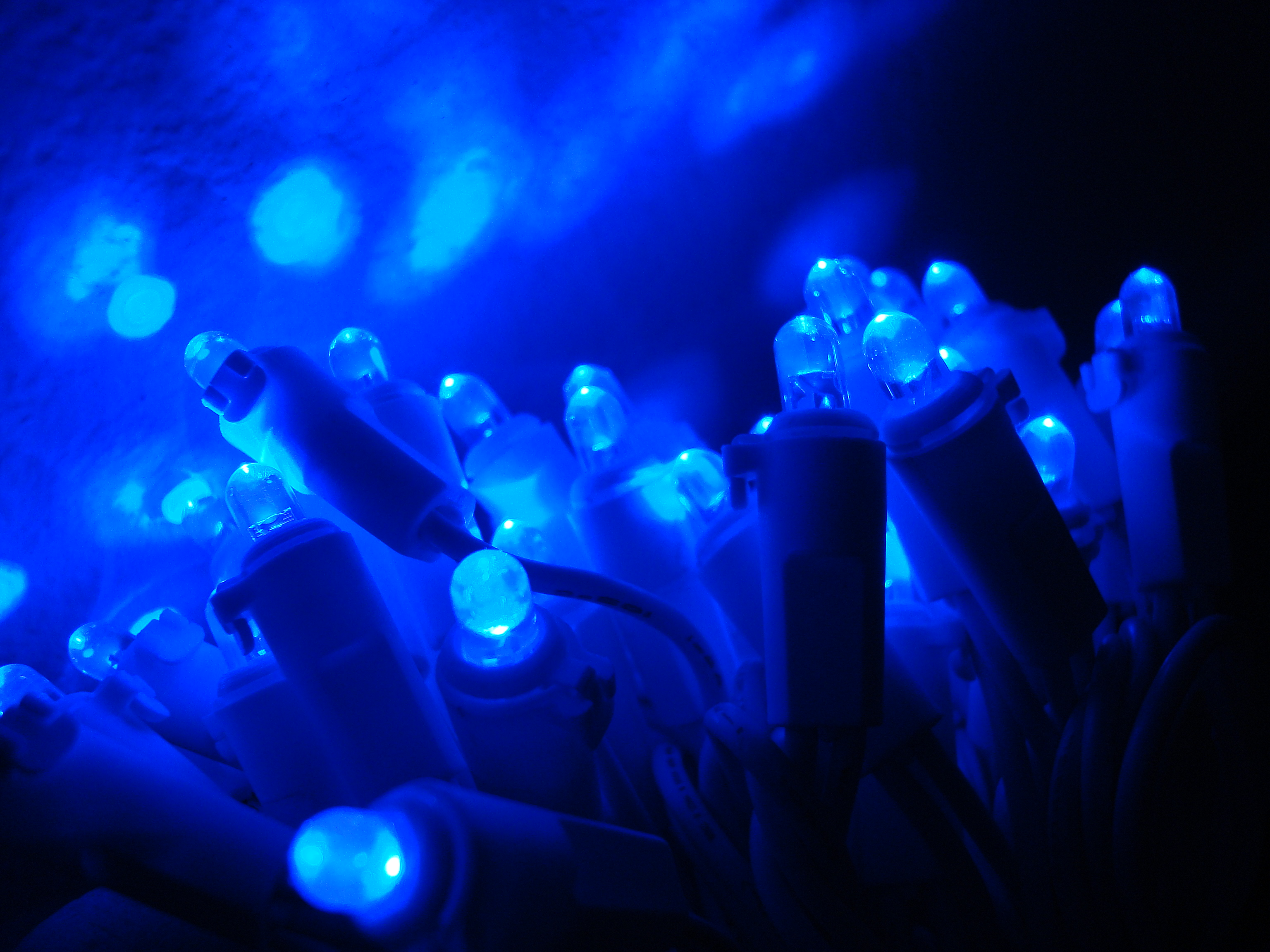
ثنائي باعث للضوء ذو لون أزرق، وحاوٍ على الغاليوم.

يُستخدَم الغاليوم مرتفع النقاوة (>99.9999%) ومركّباته بشكلٍ واسعِ النطاق في صناعة أشباه الموصلات. إذ يستخدم زرنيخيد الغاليوم (GaAs) ونتريد الغاليوم (GaN) في صناعة المكوّنات الإلكترونية في الدارات المتكاملة ، مثل صناعة الشرائح الإلكترونية المنطقية فائقة السرعة  وترنزستورات ميسفت  وغيرها. يُستهلَك حوالي 95% من الغاليوم عالمياً في تحضير زرنيخيد الغاليوم، واسع الاستخدام في العديد من التطبيقات، منها الهواتف المحمولة والاتصالات اللاسلكية وصناعات المركبات والألياف البصرية، بالإضافة إلى التطبيقات العسكرية. أدّى ازدهار صناعة الهواتف المحمولة إلى زيادة الطلب على الغاليوم بشكل مطّرد، خاصّةً مع تطوير أجيال جديدة من شبكات الاتصال.
يدخل الغاليوم أيضاً في تركيب الإلكترونيات البصرية ؛ وذلك أيضاً على هيئة زرنيخيد الغاليوم أو نتريد الغاليوم في العديد من الأجهزة، ومثّل هذا السوق ما قيمته 15.3 بليون دولار أمريكي في سنة 2015، و18.5 بليون دولار في سنة 2016. تعد صناعة ثنائيات المساري (الديودات ) مجالاً واسع التطبيق للمواد شبه الموصلة الحاوية على الغاليوم؛ فعلى سبيل المثال، يستخدم زرنيخيد الألومنيوم والغاليوم (AlGaAs) في صناعة ثنائيات المساري الليزرية مرتفعة الطاقة العاملة في مجال تحت الأحمر . في مثالٍ آخر، تُستخدَم أشباه الموصلات من نتريد الغاليوم (GaN) ونتريد الإنديوم والغاليوم (InGaN) في الأجهزة البصرية ذات اللون الأزرق والبنفسجي، وخاصة في الثنائيات الليزرية  والثنائيات الباعثة للضوء (LED) . على سبيل المثال أيضاً، يستخدم الثنائي الليزري من نتريد الغاليوم العامل في طول موجة مقدارها 405 نانومتر مصدراً للضوء البنفسجي في سوّاقات أقراص بلو راي  عالية الكثافة.
تُصنَع الخلايا الضوئية الجهدية متعدّدة الوصلات  عبر تقنيات تنضيد الحزمة الجزيئية  أو تنضيد المركبات العضوية الفلزية في الطور البخاري ، وذلك بتشكيل غشاء رقيق  من زرنيخيد الغاليوم أو فوسفيد الإنديوم والغاليوم (InGaP) أو زرنيخيد الإنديوم والغاليوم (InGaAs). استخدمت هذه الخلايا الضوئية الحاوية على أشباه موصلات الغاليوم، وكذلك الجرمانيوم في متجوّل استكشاف المريخ . يدخل الغاليوم مكوّناً في الألواح الضوئية منخفضة الثمن البديلة عن السيليكون البلّوري.

### السبائك

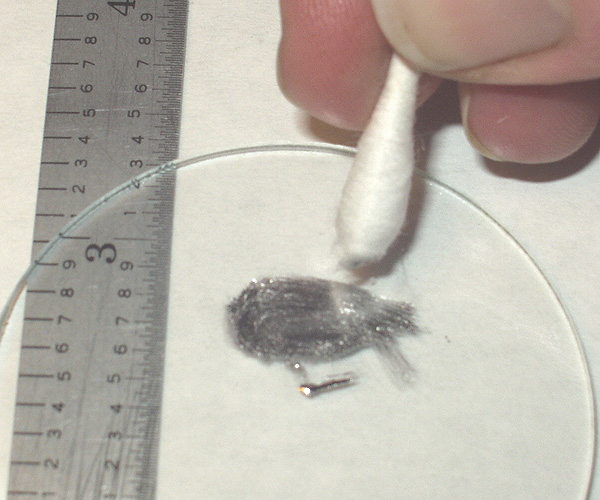
قطعة من سبيكة غالينستان

يستطيع الغاليوم أن يشكّل سبائكاً بسهولة مع عددٍ كبيرٍ من الفلزّات؛ وخاصّةً السبائك سهلة الانصهار. تعدّ سبيكة غالينستان  من الأمثلة عليها، وهي سبيكة تحوي بالإضافة إلى الغاليوم على الإنديوم والقصدير، وهي سهلة الانصهار ، إذ تبلغ نقطة انصهارها −19 °س. تستخدم هذه السبيكة في موازين الحرارة الطبّية، واقترح استخدامها على هيئة سائل تبريد للحواسيب، وتستخدم بديلاً عن المعاجين الحرارية  في الحواسيب مرتفعة الأداء.
في تطبيقٍ آخر، تُدرَس احتمالية استخدام السبائك السائلة الحاوية على الغاليوم والإنديوم من أجل التقاط وتخزين ثنائي أكسيد الكربون، وحتى إزالة الفائض منه في الغلاف الجوّي. كما تستخدم سبيكة الغاليوم والبلوتونيوم في الأسلحة النووية من أجل تثبيت البلوتونيوم على الطور دلتا.

### التطبيقات الحيوية الطبية
على الرغم من عدم وجود وظائف حيوية للغاليوم في علم الأحياء، إلّا أنّ الغاليوم يدخل في تركيب بعض الأدوية وفي مجال علم الصيدلة الإشعاعية. ظهر الاهتمام مؤخّراً في الخواصّ المضادّة للسرطان لمركّب سترات الغاليوم-67  لتركّزه في مناطق الأورام عند حقن الحيوانات به. من جهةٍ أخرى، بيّنت الدراسات السريرية لمركّب نترات الغاليوم أنّ له نشاط مضادٌّ للورم  لمكافحة لمفوما لاهودجكينية  وسرطانة الخلايا الانتقالية البولية ؛ ممّا أدّى إلى ظهور جيلٍ جديدٍ من العقاقير الحاوية على رُبَيطات الغاليوم . في تطبيقٍ آخر، يستخدم مركّب نترات الغاليوم في تطبيقٍ دوائيٍّ وريديٍّ (تحت الاسم التجاري غانيت  لمعالجة فرط كالسيوم الدم المترافق مع انبثاث  وهجرة الخلايا السرطانية إلى العظام؛ إذ يتداخل الغاليوم في الوظائف الناقضة للعظم ، إذ يمكن أن يمثّل حلّاً بديلاً في حال فشل الوسائل الأخرى.
بيّنت بعض التجارب أنّه عندما تقوم البكتريا الزائفة (الاسم العلمي: Pseudomonas) بامتصاص أيونات الغاليوم بدلاً من الحديد، فإنّ ذلك يكون له أثر سلبي، إذ تتداخل مع الوظائف التنفسيّة، ممّا يؤدّي إلى القضاء عليها؛ وذلك يعود لعدم مقدرة الغاليوم على الدخول في تفاعلات أكسدة واختزال مشابهة لتلك التي للحديد. بيّنت دراسة أخرى، أنّ معقّد أميني فينولي للغاليوم الثلاثي قادرٌ وبشكل انتقائي على تسميم الطفيليّات المقاومة لعقار كلوروكين، وهو عقار شائع في مكافحة الملاريا؛ إذ أنّ كلّ من معقّد الغاليوم والكلوروكين قادران على تثبيط بلورة الهيموزوين.
تستخدم مركّبات نظير الغاليوم-67، مثل أملاح السترات أو النترات، في علم الصيدلة الإشعاعية والطب النووي؛ فالنظير 67Ga ذو خواص مشعّة، وما يميّزه هو تشابه خواصّه مع أيونات الحديد الثلاثي، وخاصّةً أنّ الأخيرة تتركّز في مناطق الالتهابات ومناطق الانقسام الخلوي السريع. من النظائر الأخرى ذات التطبيق الطبي للغاليوم النظير غاليوم-68 68Ga، والذي يبلغ عمر النصف له مقدار 68 دقيقة، وهو يستخدم في مجال التصوير الطبي، وذلك بربطه مع مستحضر إيدوتريوتيد  من أجل دراسة حالات أورام الغدد العصبية الصماء . يحضر النظير المشع غاليوم-68 من الجرمانيوم في مولّد خاص .

### متفرقات
الكشف عن الجسيمات دون الذرية
يستخدم الغاليوم في الكشف عن جسيمات النيوترينو ؛ وهو يستخدم بكمّيّات كبيرة لهذا الغرض، كما هو الحال في أحد المختبرات النووية  في روسيا. كما استخدم لذات الغرض في مختبر في إيطاليا، والذي كان عاملاً في تسعينيات القرن العشرين، والذي كان منخرطاً في مجال البحث في مشكلة نيوترينو الشمس، إذ أن جسيم النيوترينو الشمسي يعمل على تحويل ذرّات الغاليوم-71 71Ga إلى نظير الجرمانيوم 71Ge المشعّ. ولكن وجد في تلك التجربة أنّ دفق النيوترينو الشمسي  كان أقلّ بمقدار 40% ممّا هو متوقّع وفق الحسابات النظرية؛ إلى أن حلّت المشكلة لاحقاً باستخدام مكاشيف ومراصد أكثر دقّة، مثل مرصد سودبوري للنيوترينو .
مصدر أيونات
يستخدم الغاليوم في تجهيز أحد أنواع مصادر الأيونات ، وهو جهاز يستخدم من أجل توليد حزمة أيونية مركّزة ، والتي استخدمت على سبيل المثال من أجل تشكيل أصغر كتاب في العالم .
الإلكترونيات المرنة
يقترح علماء المواد استخدام الخواصّ المميّزة للغاليوم في صناعة وتطوير أجهزة إلكترونية مرنة قابلة للارتداء.
توليد الهيدروجين
للغاليوم مقدرة على تثبيط فعل الطبقة المخمّلة على الألومنيوم، ممّا يمكّنه من تشكيل سبيكة معه (AlGa)، والتي يمكن أن تستخدم نظرياً من أجل توليد الهيدروجين.
الفكاهة
يقوم الكيميائيون أحياناً باستخدام الغاليوم في المقالب، وذلك بصياغة الغاليوم وقولبته على هيئة ملعقة، والتي عندما يراد استخدامها للتحريك في فنجان الشاي أو القهوة، فإنّها ستنصهر، وذلك لانحفاض نقطة انصهار الغاليوم.

## المخاطر
إنّ الغاليوم الفلزّي ليس سامّاً، ولكن العديد من مركّبات الغاليوم هي مركّبات سامّة؛ فعلى سبيل المثال، فإنّ هاليدات الغاليوم مركّبات سامة؛ كما أنّ استنشاق جسيمات أكسيد الغاليوم الثلاثي يمكن أن يعود بآثار سمّيّة على الحسم.
يميل أيون الغاليوم الثلاثي 3+Ga المنحل لتشكيل هيدروكسيد غير منحلّ عند حقنه بجرعات كبيرة، ويؤدّي هذا الترسّب إلى سمّيّة كلوية لدى الحيوانات. عند الحقن بجرعات أقلّ على الحيوانات وجد أنّه من الممكن تحمّل الغاليوم المنحلّ، إذ لا يتجمّع ويتراكم داخل الجسم، بل يُطرَح مع البول. تتمّ عملية طرح الغاليوم من الجسم على مرحلَتين، في الأولى يكون مقدار عمر النصف الحيوي ساعةً واحدة، في حين أنّ للمرحلة الثانية عمر نصف حيوي مقداره 25 ساعة.